# 通耶·内斯特沃尔
通耶·内斯特沃尔（挪威語：Tonje Nøstvold，1985年5月7日—），挪威女子手球運動員，亦是挪威國家女子手球隊隊員，司職後衛。曾在2011年世界女子手球錦標賽為挪威隊奪得冠軍。

## 生平
2008年，内斯特沃尔代表挪威參加中國北京舉行的奥林匹克运动会女子手球比賽，最終贏得一面金牌。
2012年，内斯特沃尔代表挪威參加英國倫敦舉行的奥林匹克运动会女子手球比賽，助球隊成功衛冕。